# Andreu Febrer
Andreu Febrer (Vic, 1375 circa – 1440 circa) è stato un diplomatico, poeta e traduttore catalano.

## Biografia
In origine artigiano, poté godere tuttavia di un'eccellente formazione perché, quando era ancora molto giovane, venne introdotto nella cancelleria reale.  Già nel 1393 era copista del re Giovanni il Cacciatore e successivamente (1398) cameriere reale di Martino l'Umano.  Partì con una crociata contro i musulmani degli stati barbareschi e andò in Francia come diplomatico; viaggiò anche in Italia, dove entrò in contatto con i primi umanisti e la letteratura del Rinascimento e, ai tempi di Alfonso il Magnanimo, partecipò a una spedizione navale in Sardegna e in Corsica (1420) insieme agli scrittori Ausiàs March e Jordi de Sant Jordi, al figlio di Bernat Metge, al padre e ai fratelli di Joanot Martorell, e a molti altri membri delle più importanti famiglie della Corona di Aragona.

## Attività letteraria
Si conservano di lui una quindicina di poesie scritte tra il 1393 e il 1400: undici con tematica amorosa, due sirventesi guerrieri, motivati dalla spedizione del re Martino a Tunisi, atta a recuperare un "sepolcro" che i corsari barbareschi avevano sottratto, e due elogi cortigiani, uno dei quali, Elogio de las damas de Cardona, ricorda una composizione simile di Cerverí de Girona, l'altro diretto alla regina Maria di Sicilia dove spiega le benefiche influenze degli astri su di lei. Come traduttore concluse nel 1429 la versione in catalano in versi decasillabi della Divina Commedia di Dante Alighieri, questa traduzione è in assoluto la prima in versi in qualsiasi lingua, e un'altra del Decameron di Giovanni Boccaccio (iniziata da un autore anonimo); tutto sembra indicare che la sua intenzione fosse quella di offrirle ad Alfonso il Magnanimo come omaggio, dato che in quello stesso anno egli si trovava in visita a Barcellona.

## Opere

### Poesie[3]
- Ay! cors avar, scas, richs de merce
- Amors, qui tost fer, quant li play
- Are·m platz be com l'afan e·l martire
- Combas e valhs, puigs, muntanyes e colhs
- Del cor preyon me parton li sospir
- Del tot me cuydave lexar
- Doloros critz ab votz brava, terribla
- Dompna, lo jorn qu'yeu me perti de vos
- E lhas, amors! Ten pauch vos cal de me
- En lo mig del cami de nostra vida
- Ja per dir vos mon cor e mon talan
- Las, a qui dire ma langor?
- Lo fol desir qu'Amor ha fayt intrar
- Pus qu'estorts suy del lach de la mar fonda
- Si 'n lo mon fos gentilesa perduda
- Sobre·l pus naut alament de tots quatre